# Arrive alive
Arrive alive is het eerste muziekalbum van het Schotse Pallas. Pallas speelt dan al een aantal jaren samen maar ambums zijn nog niet uitgegeven. De band maakte echter furore in het clubcircuit (met name weer Schotland) en besloot in de donkere dagen van de progressieve rock zelf een album op te nemen en uit te brengen. Waarschijnlijk om kosten te besparen begon het met een livealbum. Het album werd alleen in Engeland uitgebracht, de rest van de wereld moest wachten op de eerste officiële uitgave van hun eerste album drie jaar later of het album bestellen via postorder. Gedurendede jaren ‘80 en beginjaren ‘90 leidde de band een wisselend bestaan. In 1998 vond een kleine opleving plaats in de belangstelling voor Pallas en toen werd de muziek omgezet naar de compact disc. Wel werd daarbij de volgorde gewijzigd en werden studiotracks toegevoegd.  In 1999 volgde wederom een uitgave, toen op hun toenmalige platenlabel InsideOut Music.
Studiotracks zijn opgenomen in de CWA Studio in Glasgow, de liveopnamen komen ook uit Glasgow.

## Musici
- Euan Lowson – zang
- Niall Matthewson – gitaar
- Graeme Murray – basgitaar
- Ronnie Brown – toetsinstrumenten
- Derek Forman – slagwerk

## Muziek
Het originele album bestond uit de tracks Arrive alive, Heart attack, Queen of the deep, Crown of thorns, The Ripper.

| Nr. | Titel                          | Duur |
| --- | ------------------------------ | ---- |
| 1.  | Arrive alive                   |      |
| 3.  | Queen of the deep              |      |
| 4.  | Flashpoint                     |      |
| 5.  | The Ripper                     |      |
| 6.  | Crown of thorns                |      |
| 7.  | Paris is burning               |      |
| 8.  | The hammer falls               |      |
| 9.  | Stranger (on the edge of time) |      |